# Gerrit Smith Miller
Gerrit Smith Miller Jr. (Peterboro, 6 dicembre 1869 – Washington, 24 febbraio 1956) è stato uno zoologo e botanico statunitense.

## Biografia
Nacque a Peterboro (New York) nel 1869. Si laureò all'Università Harvard nel 1894 e lavorò sotto la supervisione di Clinton Hart Merriam al Dipartimento dell'agricoltura degli Stati Uniti d'America (United States Department of Agriculture - USDA). Nel 1898 divenne assistente curatore della sezione dei mammiferi al Museo Nazionale degli Stati Uniti di Washington, della quale sarebbe divenuto curatore del 1909 al 1940, quando venne nominato Membro accademico della facoltà di biologia alla Smithsonian Institution.
Nel 1906 intraprese un viaggio in Francia, Spagna e a Tangeri alla ricerca di campioni naturalistici. Nel 1915 pubblicò i risultati dei suoi studi sui calchi di esemplari simili al cosiddetto uomo di Piltdown, concludendo che la sua mascella apparteneva ad una scimmia antropomorfa fossile. Nel 1934 l'Accademia di scienze naturali di Filadelfia (Academy of Natural Sciences of Philadelphia) gli conferì il Premio Leidy.
| G.S.Mill. è l'abbreviazione standard utilizzata per le piante descritte da Gerrit Smith Miller. Consulta l'elenco delle piante assegnate a questo autore dall'IPNI. |

| Miller è l'abbreviazione standard utilizzata per le specie animali descritte da Gerrit Smith Miller. Categoria:Taxa classificati da Gerrit Smith Miller |